# Заречное (Владимирская область)
Заречное (до 1966 года — деревня Перники) — село в Собинском районе Владимирской области Российской Федерации. Административный центр Копнинского сельского поселения.  

## Топоним
В 1966 году деревня Перники была переименована в д. Заречная . Точная дата изменения в село Заречное неизвестно.

## История

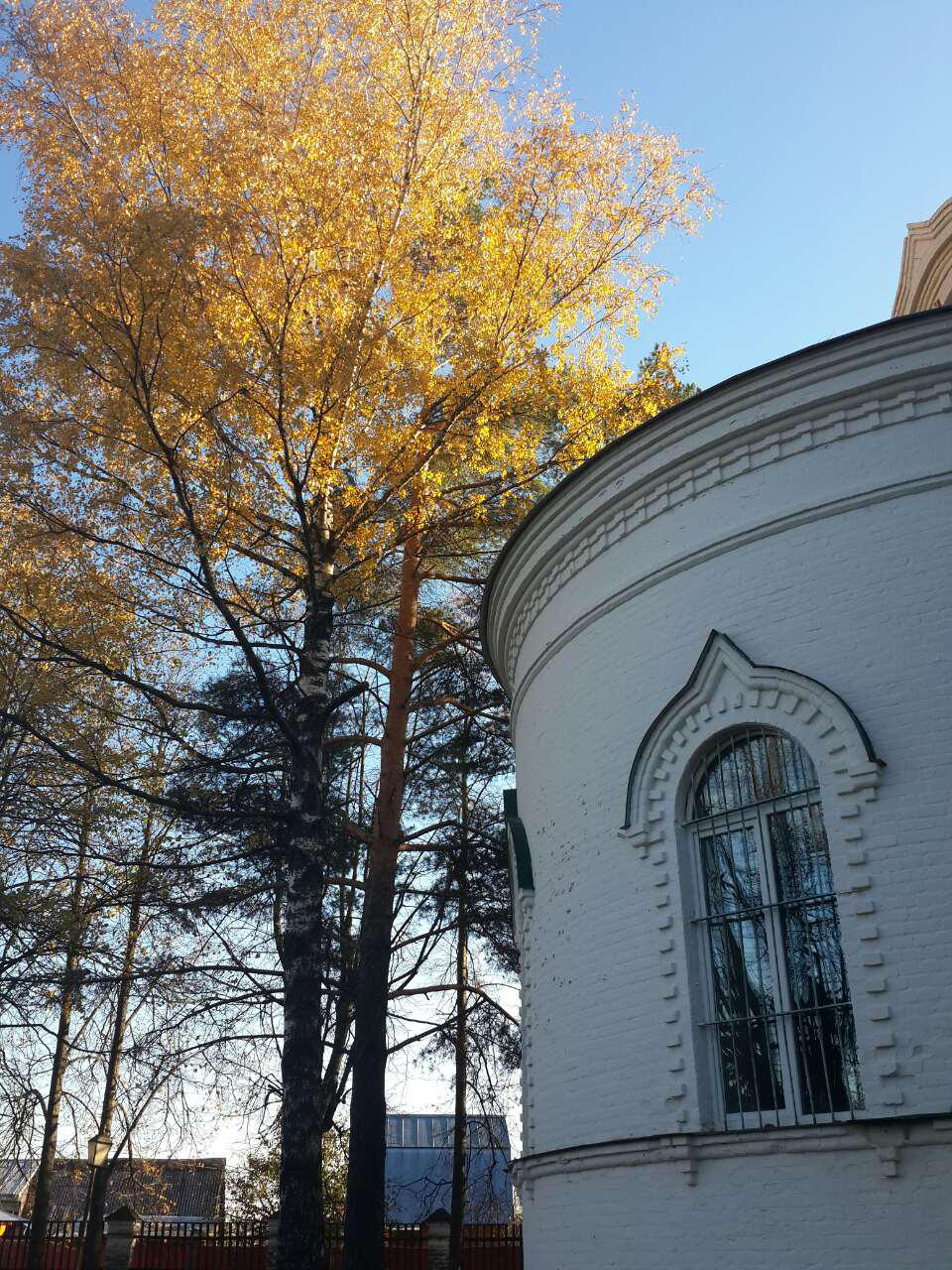
Алтарь с севера

По писцовым книгам 1628-29 годов в деревне Перники было 13 дворов крестьянских, 4 бобыльских и 3 пустых. До 1764 года деревня принадлежала Троице-Сергиеву монастырю. Среди крестьян деревни Перников и соседних деревень было немало раскольников. Для противодействия расколу необходимо было построить особый храм, который был построен в 1884 году — каменный с колокольнею на средства купцов Бажановых и крестьянина Леонтия Борисова. Престол в храме был один в честь Богоявления Господня. Приход состоял из села Перников и деревень: Новоселово, (1 вер. от церкви (деревня Новоселова до 1764 г. Принадлежала Троице-Сергиеву монастырю; по писцовым книгам 1628-29 гг., в этой деревне было 7 дворов крестьянских и 1 пустой), и Митрофаниха (1 вер.), в коих по клировым ведомостям числиться 600 душ муж. пола и 642 женскаго, из них раскольников-поповцев 86 душ муж. пола и 75 женского. В селе Перниках имелась земская народная школа; учащихся в 95/96 году было 54 человек
В конце XIX — начале XX века село Перники входило в состав Копнинской волости Покровского уезда.
С 1929 года село входило в состав Копнинского сельсовета Собинского района, с 2005 года — центр Копнинского сельского поселения.

## Население
| 1859 | 1897 | 1905 | 1926 | 2002  | 2010  | 2021 |
| ---- | ---- | ---- | ---- | ----- | ----- | ---- |
| 548  | ↘523 | ↗726 | ↘553 | ↗1309 | ↘1165 | ↘819 |

### Известные люди
- Кузнецов, Александр Яковлевич (1892—1964) ― советский санитарный врач, Главный санитарный инспектор СССР (1940), заместитель Народного комиссара здравоохранения СССР (1943), генерал-майор медицинской службы (1943)[10]. Родился в селе Заречное (Перники).

## Инфраструктура
В селе находятся Зареченская средняя общеобразовательная школа имени Героя Советского Союза А. И. Отставнова (открыта в 1984 году), детский сад «Лесная сказка», дом культуры, фельдшерско-акушерский пункт, отделение почтовой связи.

## Достопримечательности

### Русская православная церковь
В селе расположена действующая Церковь Богоявления Господня (1884). В настоящее время Приход Свято-Богоявленского храма относится к Владимирской епархии Русской Православной Церкви (Московский Патриархат)
С 29.09.1947 г. до своей кончины 6.12.1952 г. настоятелем Богоявленской церкви был Николай Петрович Делекторский, ранее подвергнутый репрессиям за «антисоветскую агитацию» и как «член контрреволюционной организации».

### Мемориал воинской славы

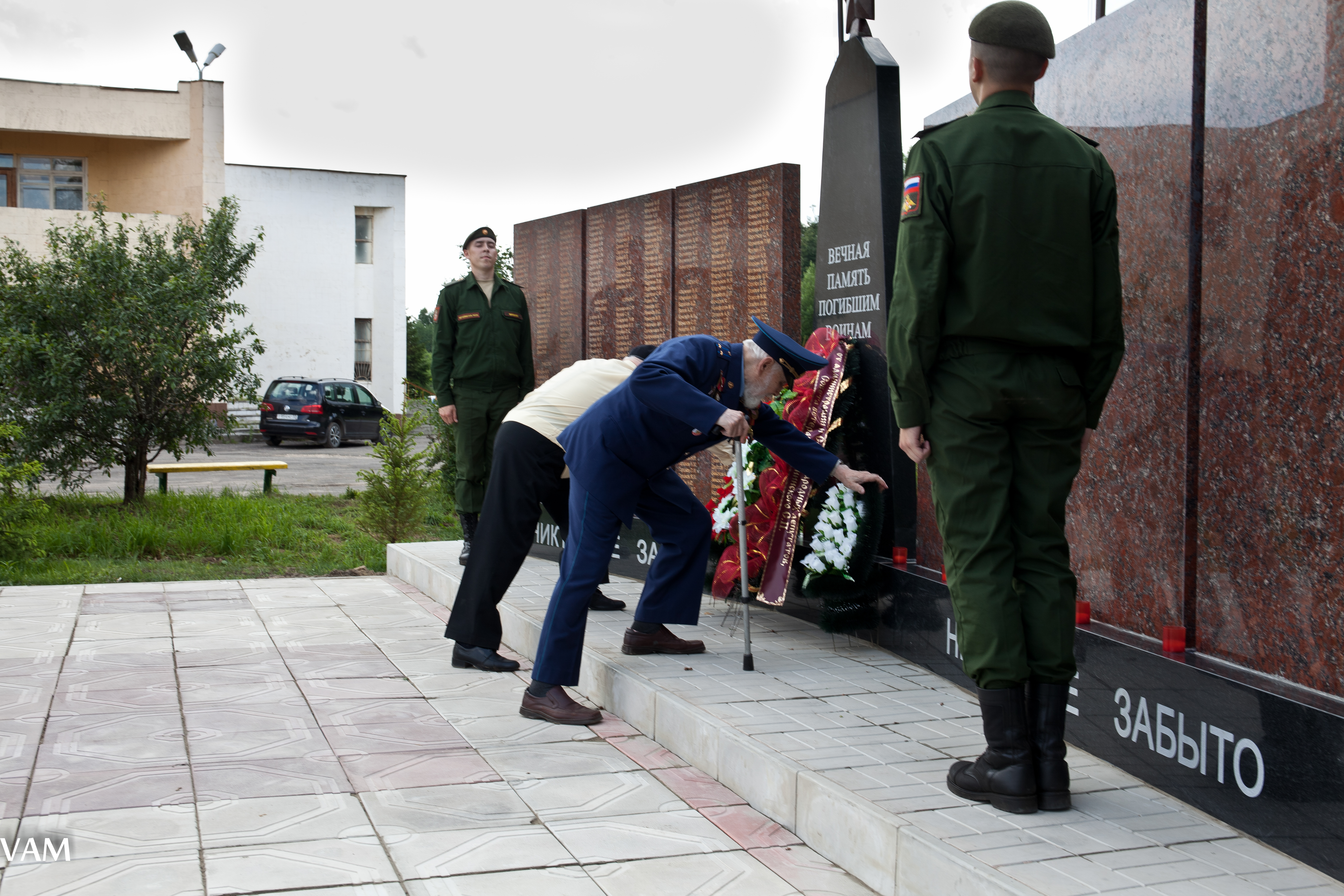

В канун семидесятипятилетия начала Великой Отечественной войны инициативой прихожан Свято-Богоявленского храма в центре села на народные деньги создан памятник воинской славы. На шести плитах красного гранита высечены имена более восьмисот жителей населённых пунктов Копнинского сельского поселения исполнивших свой воинский долг на полях сражений Великой Отечественной и в иных войнах и не вернувшихся домой. Вечная память Воинам на поле брани убиенным.

## Транспорт
Через село проходит региональная автодорога 17Н-579. Остановка общественного транспорта «Заречное».